# Diplurodes submontana
Diplurodes submontana là một loài bướm đêm trong họ Geometridae.